# Coronel Suárez
Coronel Suárez – miasto w Argentynie, położone w południowej części prowincji Buenos Aires.

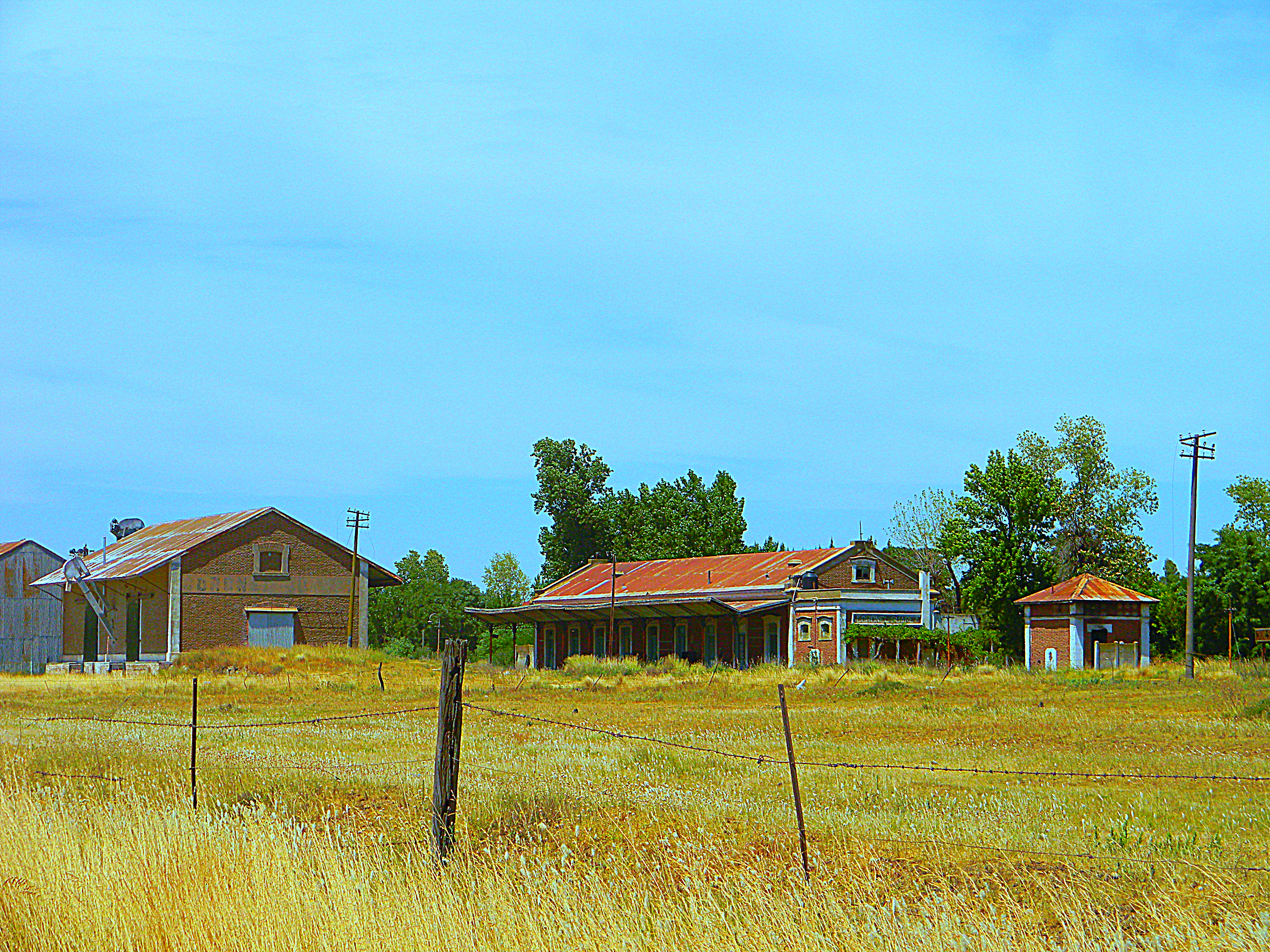
Stacja kolejowa Coronel Suárez

## Opis
Miejscowość została założona w 28 maja 1883 roku. Znajduje się w niej węzeł drogowy-RP67 i RP85. Przez miasto przebiega linia kolejowa.